# Amauris nossima
Amauris nossima е вид насекомо от семейство Nymphalidae. Видът е световно застрашен, със статут Уязвим.

## Разпространение
Разпространен е в Коморски острови, Мадагаскар и Майот.